# Challenger de Split
El Split Open es un torneo profesional de tenis. Pertenece al ATP Challenger Tour. Se juega desde el año 2020 sobre pistas de tierra batida, en Split, Croacia.

## Palmarés

### Individuales
| Año     | Campeón               | Finalista       | Resultado        |
| ------- | --------------------- | --------------- | ---------------- |
| 2020    | Francisco Cerúndolo   | Pedro Sousa     | 4–6, 6–3, 7–6(4) |
| 2021-I  | Blaž Rola             | Blaž Kavčič     | 2–6, 6–3, 6–2    |
| 2021-II | Kacper Żuk            | Mathias Bourgue | 6–4, 6–2         |
| 2022    | Christopher O'Connell | Zsombor Piros   | 6–3, 2–0 ret.    |
| 2023    | Zsombor Piros         | Norbert Gombos  | 7–6(2), 7–6(9)   |
| 2024    | Jozef Kovalík         | Zsombor Piros   | 6–4, 5–7, 7–5    |

### Dobles
| Año     | Campeones                           | Finalistas                                  | Resultado           |
| ------- | ----------------------------------- | ------------------------------------------- | ------------------- |
| 2020    | Treat Huey Nathaniel Lammons        | André Göransson Hunter Reese                | 6–4, 7–6(3)         |
| 2021-I  | Andrey Golubev Aleksandr Nedovyesov | Szymon Walków Jan Zieliński                 | 7–5, 6–7(5), [10–5] |
| 2021-II | Szymon Walków Jan Zieliński         | Grégoire Barrère Albano Olivetti            | 6–2, 7–5            |
| 2022    | Nathaniel Lammons Albano Olivetti   | Sadio Doumbia Fabien Reboul                 | 4–6, 7–6(6), [10–7] |
| 2023    | Sadio Doumbia Fabien Reboul         | Anirudh Chandrasekar Vijay Sundar Prashanth | 6–4, 6–4            |
| 2024    | Jonathan Eysseric Bart Stevens      | Filip Bergevi Mick Veldheer                 | 0–6, 6–4, [10–8]    |